# Emeterio Cuadrado
Pour les articles homonymes, voir Cuadrado.
Emeterio Cuadrado Díaz, né le 9 septembre 1907 à Murcie et mort le 12 janvier 2002 à Madrid, est un ingénieur civil des routes, canaux et ports, ainsi qu'un préhistorien et archéologue espagnol de la région de Murcie, spécialiste de la culture d'El Argar de l'Âge du bronze et d'archéologie ibérique (es).

## Travaux
Le site d'El Argar, situé à Antas, dans la province d'Almería, en Andalousie, et la culture de l'Âge du bronze associée avaient été découverts en 1881 par deux ingénieurs belges, les frères Henri et Louis Siret. Emeterio Cuadrado reprit les recherches sur la culture d'El Argar et élabora une classification complète de la poterie argarique à partir de ses découvertes sur le site de La Almoloya, découvert en 1944 à Pliego, dans la région de Murcie.
Il a ensuite fouillé pendant 40 ans le site ibérique d’El Cigarralejo, situé à Mula (région de Murcie). Il avait découvert le sanctuaire en 1945 et immédiatement après la nécropole, qu’il a commencé à fouiller en 1947. Il a exhumé 547 tombes entre 1947 et 1988. Le musée d’art ibérique El Cigarralejo (es) rassemble ses découvertes archéologiques.

## Organismes et associations
Emeterio Cuadrado a fondé en 1968 l'Asociación Española de Amigos de la Arqueología (« Association espagnole des amis de l'archéologie »), qu'il a présidée jusqu'à sa mort en 2002.

## Distinctions
Emeterio Cuadrado a été fait docteur honoris causa de l'université de Murcie en 1985.

## Publications

### Ouvrages
- (es) La Almoloya, nuevo poblado de El Argar, Ediciones Universidad de Murcia, 1945.
- (es) Excavaciones en el Santuario Ibérico del Cigarralejo (Mula, Murcia), Madrid, Ministerio de Educación Nacional, 1950.
- (es) Precedentes y prototipos de la fíbula anular hispánica, Madrid, Consejo superior de investigaciones científicas, 1963, 62 p..
- (es) Repertorio de los recipientes rituales metálicos con « asas de manos » de la Peninsula ibérica, vol. 21, Madrid, Consejo superior de investigaciones científicas, 1966, 76 p. (ISSN 0082-5638).
- (es) La cerámica occidental de barniz rojo y su ámbito geográfico [« La poterie occidentale à glaçure rouge et son étendue géographique »], vol. III, Rome, coll. « VI Congresso Internazionale de Science Preistoriche e Protoistoriche (Roma, 1962) », 1966, p. 36-45.
- (es) Excavaciones en la necrópolis celtibérica de Riba de Saelices, Guadalajara, Madrid, 1968, 48 p..
- (es) La necrópolis ibérica de « El Cigarralejo » (Mula, Murcia), vol. 23, Madrid, CSIC, coll. « Bibliotheca praehistorica hispana », 1987, 635 p. (ISBN 84-00-06442-9).

### Articles
- (es) « Colaboración de los Técnicos y la Arqueología », Boletín Arqueológico del Sudeste de España, vol. 4-7,‎ 1946.
- (es) « La expansión de la Cultura de El Argar a través de Murcia », III CASE,‎ 1948, p. 66-72.
- (es) « Excavaciones en el Santuario Ibérico de El Cigarralero, Mula (Murcia) », Informes y Memorias, vol. 21,‎ 1950[2].
- (es) « Tumbas principescas de El Cigarralejo », Madrider Mitteilungen, vol. 9,‎ 1968, p. 148-186.
- (es) « Composición pictórica de un kalathos ibérico de Menorca », Omaggio a E Benoit, vol. 11,‎ 1973, p. 309-318.
- (es) « Decoración extraordinaria de un vaso ibérico », Homenaje a Sáenz de Buruaga,‎ 1982, p. 287-296.
- (es) « Excavaciones arqueológicas en El Cigarralejo (Mula, Murcia). Campaña de 1986 », MemAMurcia,‎ 1991, p. 199-202.
- (es) « La cueva de Peñamala », Homenatge a Miquel Tarradell,‎ 1993, p. 239-247.
- (es) « Museo de El Cigarralejo, Mula, Murcia », Boletín de la Asociación Española de Amigos de la Arqueología,‎ 1998.